# Ferde hátú gépkocsi

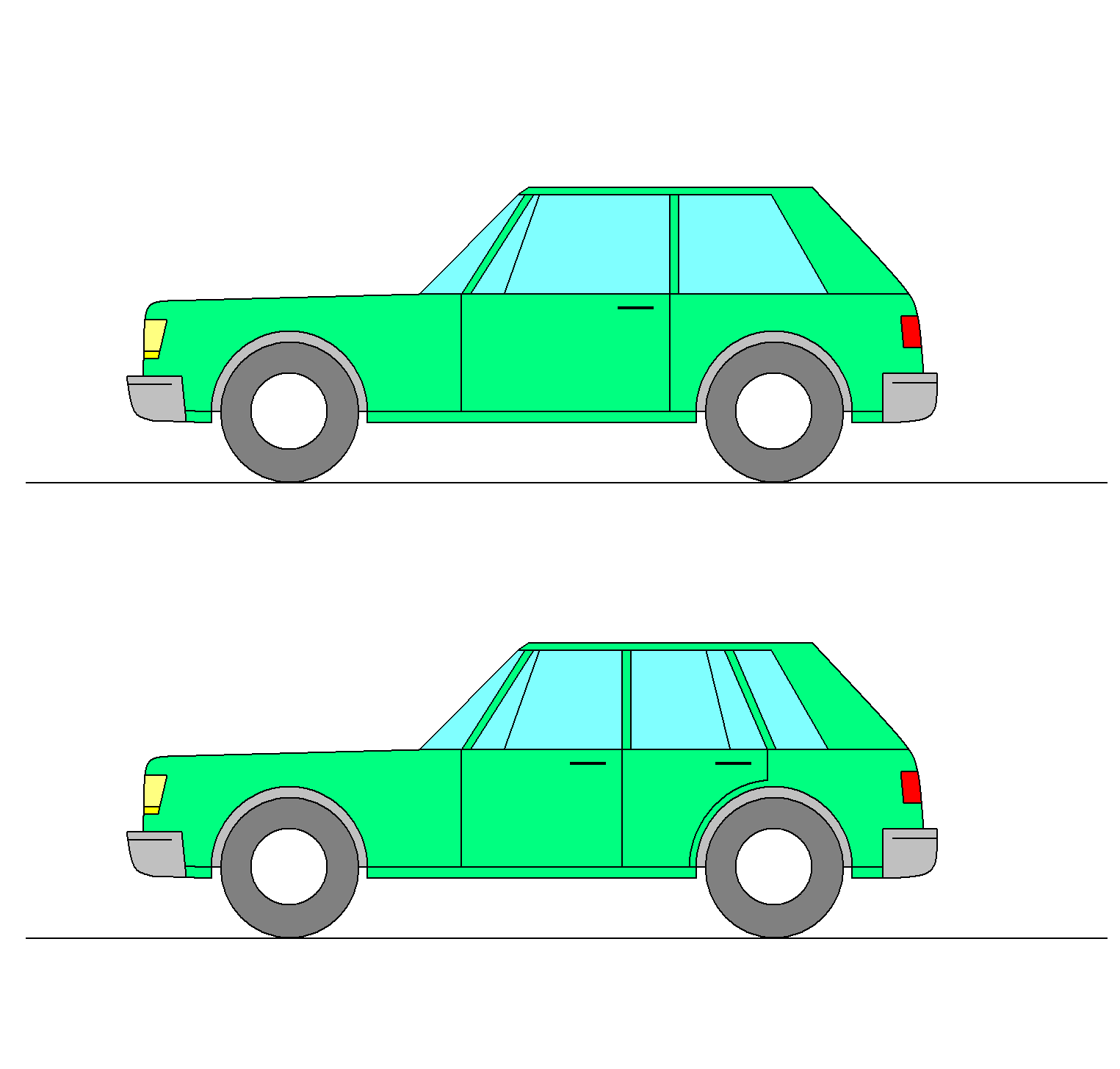
Három- és ötajtós ferde hátú változat

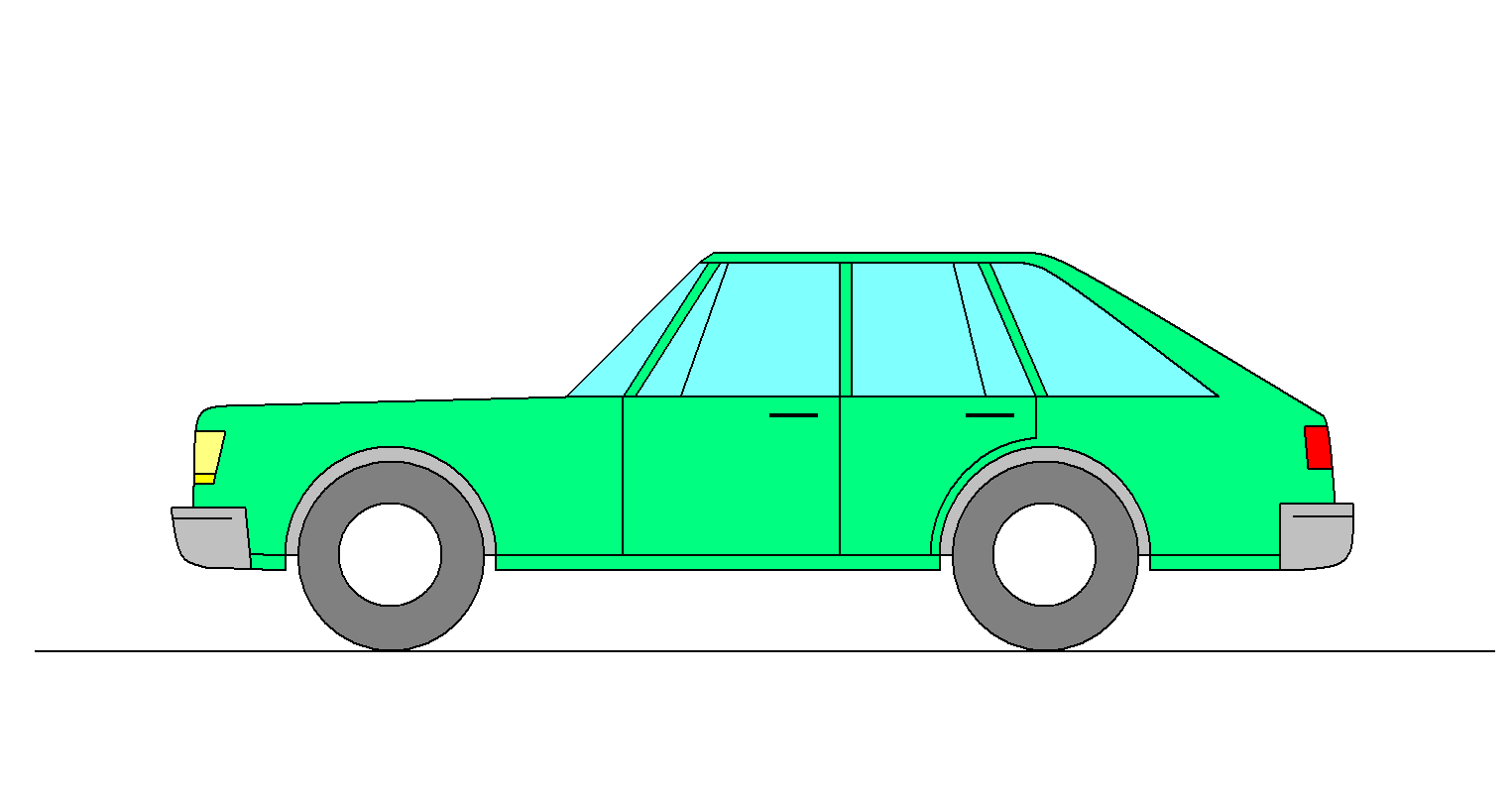
Nagyobb, limuzinhosszúságú ferde hátú típus

A ferde hátú gépkocsi (hatchback, liftback) olyan személygépkocsi, amelynek a karosszériája ferde, lejtős, rendszerint a hátsó ablakot is magába foglaló csomagtartófedéllel rendelkező formában végződik. Főleg kiskategóriás autók tartoznak ide, de sportkocsikból és sportkupéból is van ferde hátú változat, ezeknél előfordulhat, hogy az ablak külön is nyitható.

## Jellemzők
A ferde hátú autók általában kisebb méretű járművek, de nagyobb típusoknak is van ilyen változata. A lejtős farrész praktikusan a hátsó szélvédővel együtt nyíló csomagtartófedéllel rendelkezik a jobb pakolhatóságért. Emiatt a ferde hátú autók minimum háromajtósak, mivel az ablakos csomagtartófedél is ajtónak minősül. A ferde hátú autókat gyakrabban az ajtói számával nevezik három- és ötajtós modelleknek: 2 vagy 4 utasajtó + a csomagtartóajtó. 
A ferde hátú autóknak alapvetően két mérete van. Az első a limuzinnál rövidebb változat, ez a hagyományos méretű ferde hátú gépjármű. A másik a limuzinnal megegyező méretű. Bizonyos típuskínálatban az első változat a kisebb méret, ahol a limuzinváltozat ennek a csomagtartóval bővített változatának felel meg, míg egy másiknál a második változat szerepel, ahol a limuzinváltozat van ferde hátúvá alakítva, ezáltal a limuzinhoz képest nagyobb a csomagtartó mérete. Ez utóbbi átmentet képez a limuzin és a kombi típus között. Van olyan kínálat is, ahol limuzin nem, csak ilyen, nagyobb ferde hátú változat kapható. A nagyobb ferde hátú autók csak ötajtós kivitelben készülnek, mivel az alapjukat a limuzinváltozat képezi.
A háromajtós ferde hátú autókból gyakran kabrió változat is készül.

## Galéria

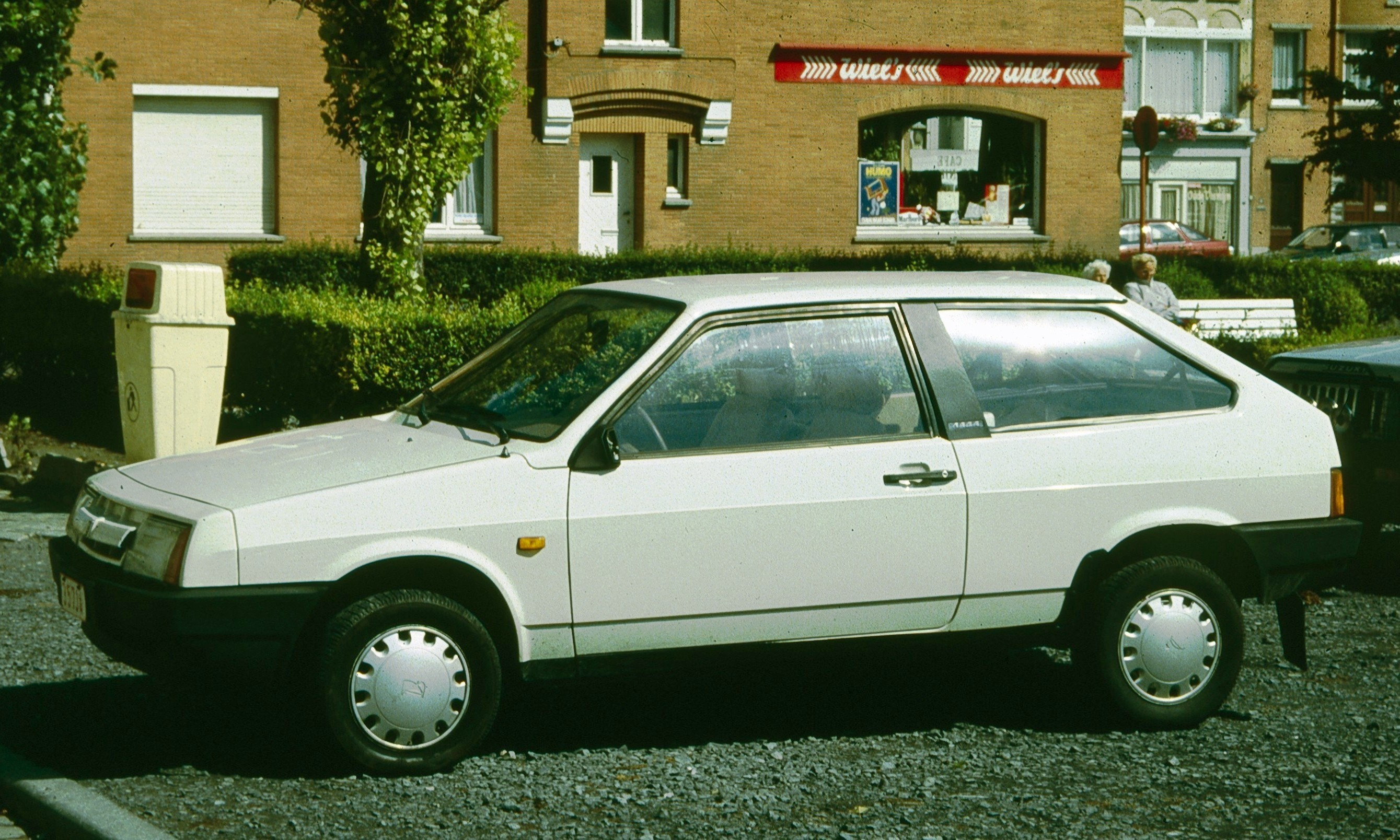
Lada Samara háromajtós...
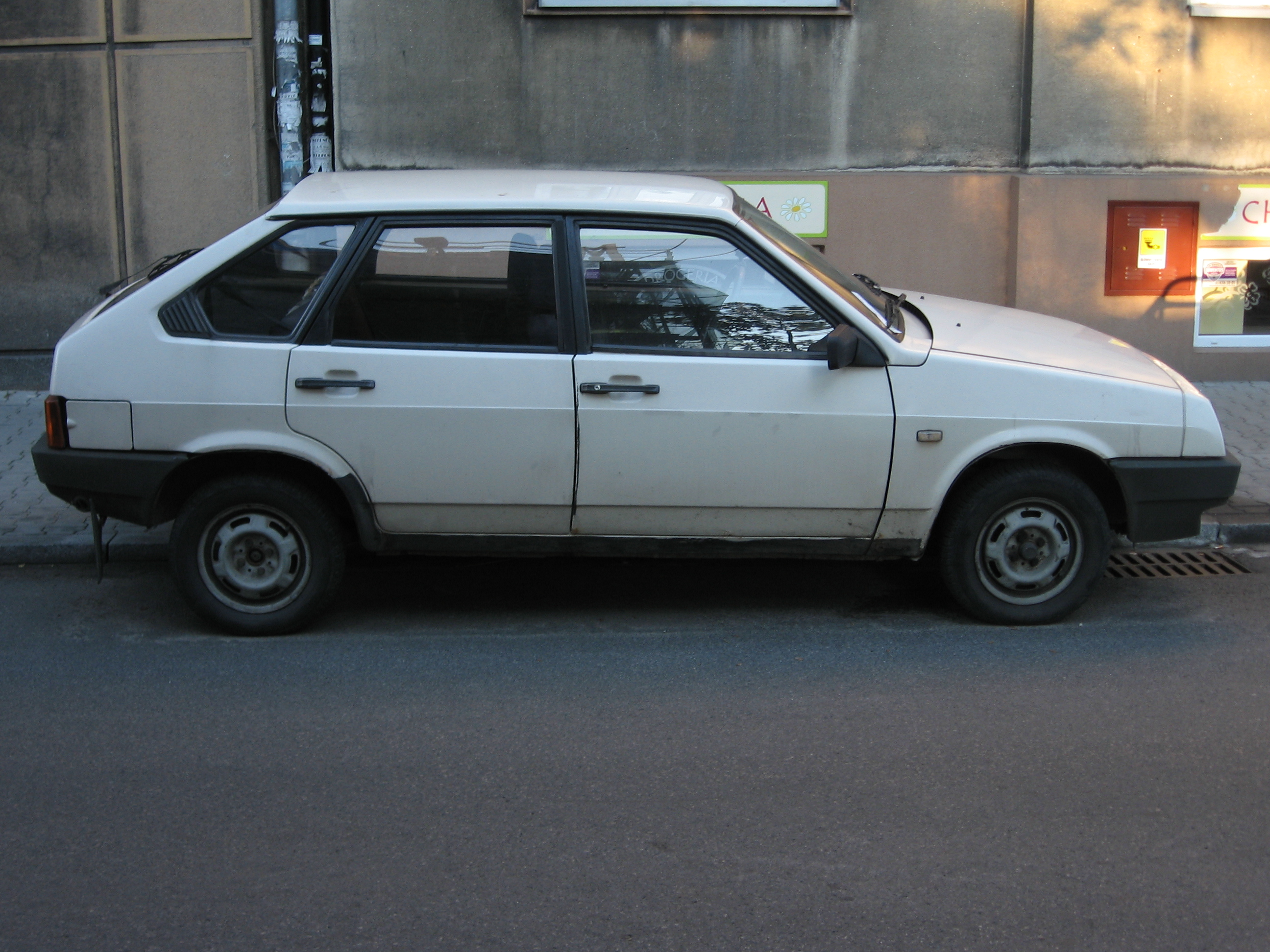
...és ötajtós ferde hátú változata
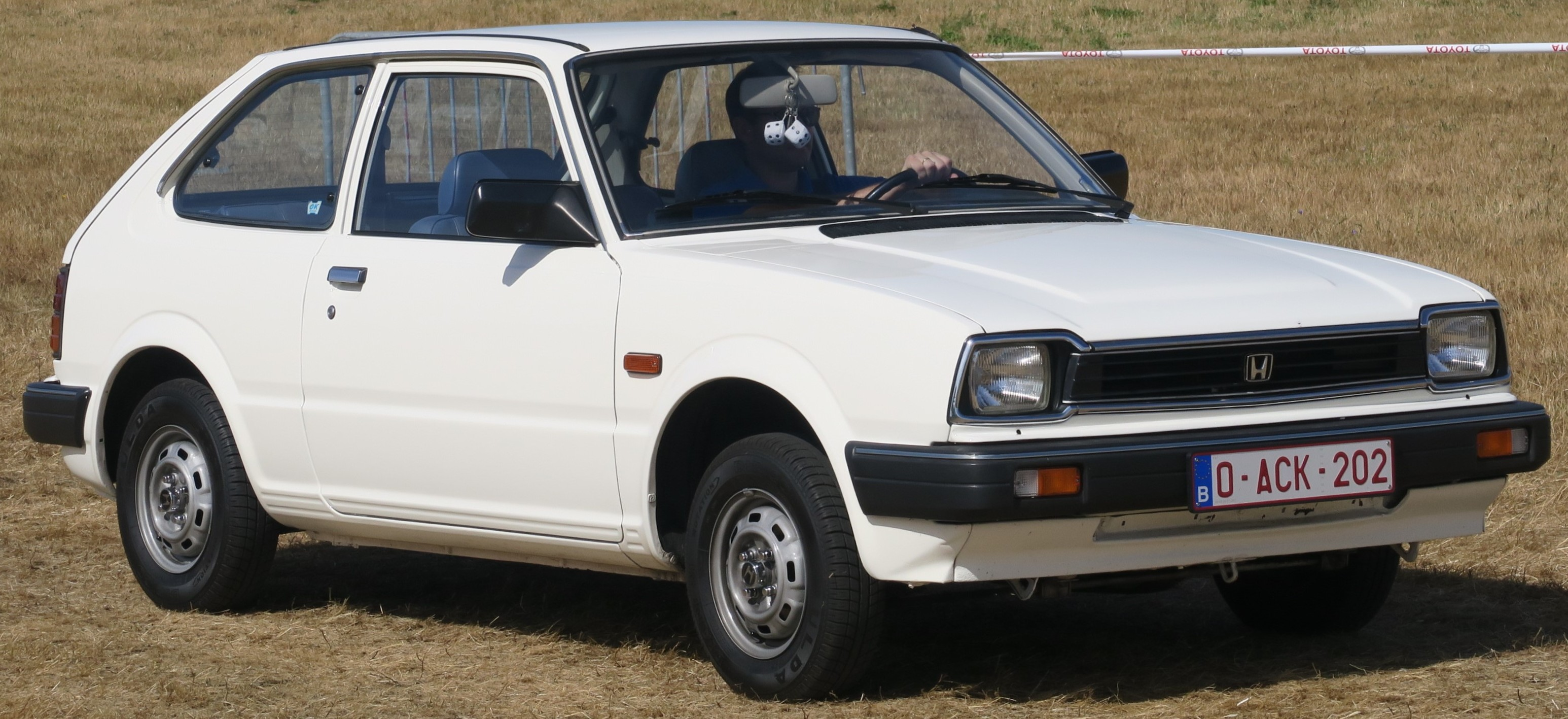
Honda Civic
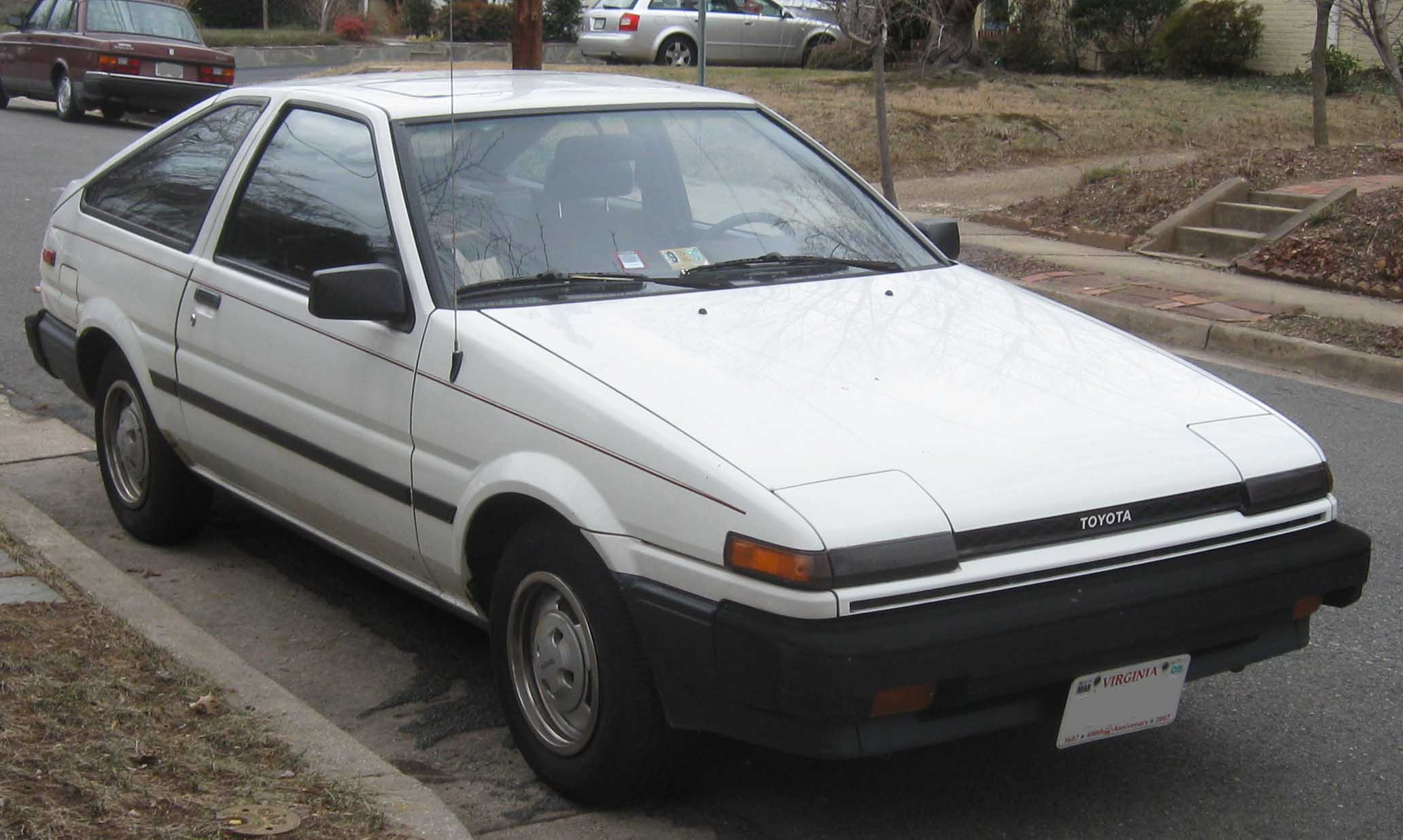
Toyota AE86
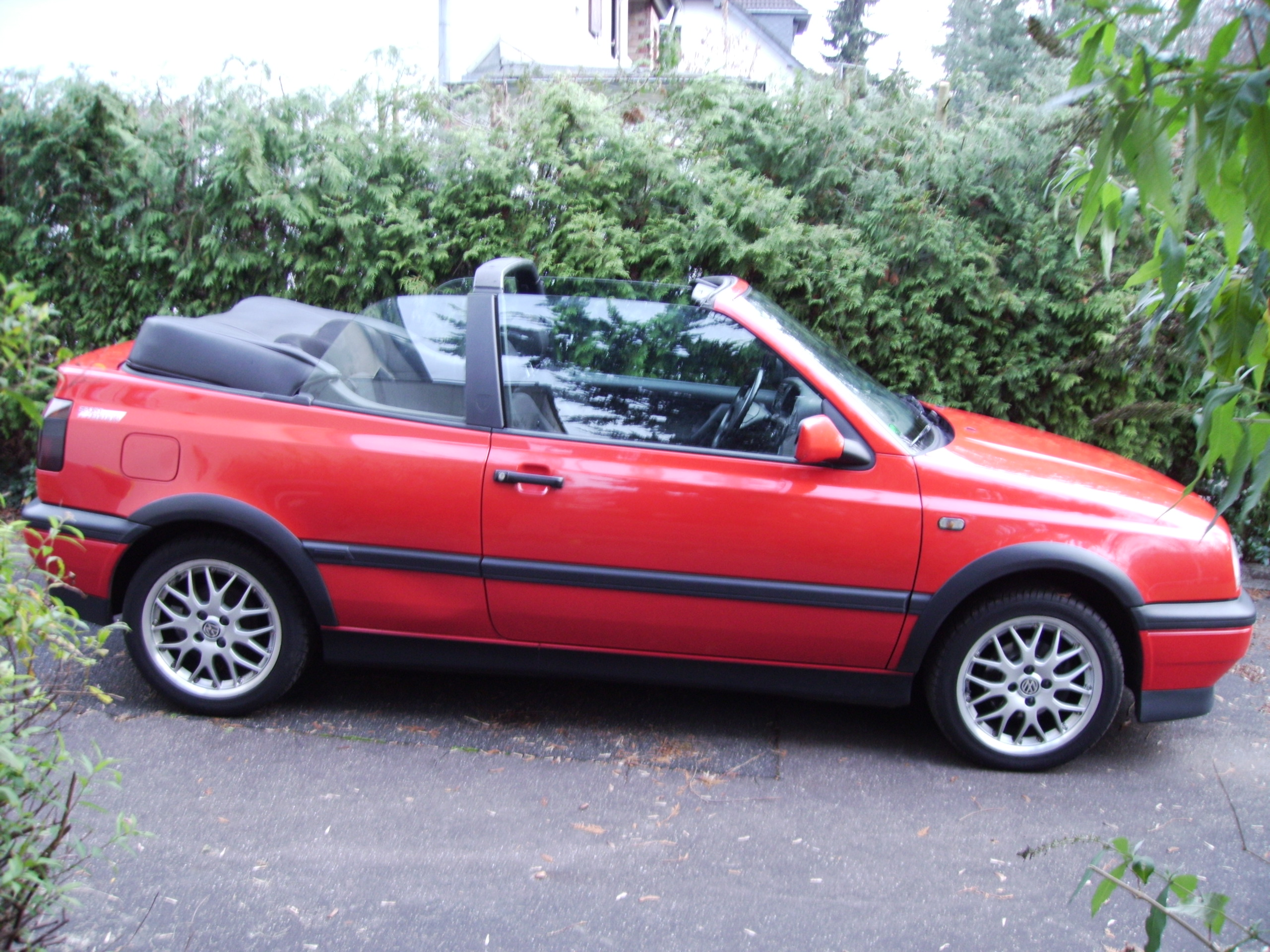
Volkswagen Golf Cabriolet egy jó példa a nyitott ferde hátúakra
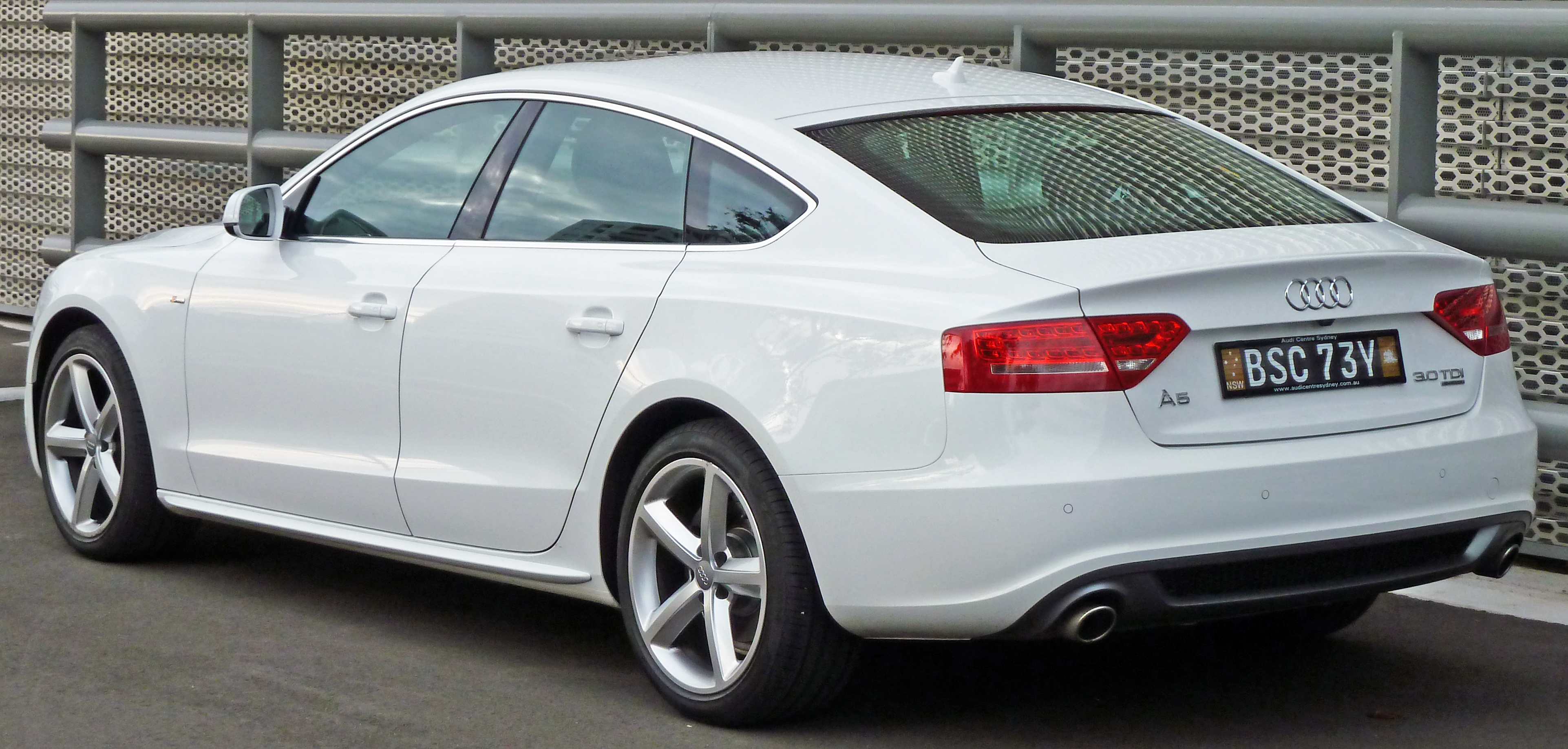
Audi A5, egy nagy ferde hátú modell

## Fordítás
- Ez a szócikk részben vagy egészben  a   Hatchback című angol Wikipédia-szócikk fordításán alapul.  Az eredeti cikk szerkesztőit annak laptörténete sorolja fel. Ez a jelzés csupán a megfogalmazás eredetét és a szerzői jogokat jelzi, nem szolgál a cikkben szereplő információk forrásmegjelöléseként.